# Jean-Paul Bruwier
Jean-Paul Bruwier, né le 18 février 1971 à Rocourt (province de Liège), est un ancien athlète belge, spécialiste du 400 mètres haies. Affilié au RFCL Athlétisme à Liège, il fut huit fois champion national de sa discipline, de 1992 à 2000.
En juin 1994, sous les couleurs de la University of Southern California (USC) à Los Angeles, il remporte la médaille de bronze aux championnats américains universitaires organisés par la NCAA à Boise (Idaho). En 1996, il participe aux Jeux olympiques d'Atlanta. Il finit 6e de sa série avec un temps de 49 s 69.
Il prend sa retraite sportive en 2000. Depuis 2007, il est directeur-fondateur du Zatopek Magazine. Depuis 2008, avec Gilles Goetghebuer, il est fondateur des entrainements collectifs pour coureurs débutants "je cours pour ma forme".

## Championnats de Belgique
| Épreuve     | Année                                          |
| ----------- | ---------------------------------------------- |
| 400 m haies | 1992, 1993, 1994, 1996, 1997, 1998, 1999, 2000 |

## Records
| Épreuve     | Performance | Lieu  | Date         |
| ----------- | ----------- | ----- | ------------ |
| 400 m haies | 49 s 09     | Paris | 28 juin 1996 |

## Palmarès

### 400 m haies
- 1992:  Championnats de Belgique - 50 s 84
- 1993:  Championnats de Belgique - 51 s 10
- 1993: 5e en séries Championnats du Monde - 50 s 05
- 1994:  Championnats NCAA à Boise ID - 50 s 37
- 1994:  Championnats de Belgique - 50 s 14
- 1994:  Europacup C à Dublin - 51 s 15
- 1995: 7e en séries Championnats du Monde - 50 s 96
- 1996:  Championnats de Belgique - 49 s 94
- 1996: 6e en série  des Jeux Olympiques - 49 s 69
- 1997:  Championnats de Belgique - 50 s 05
- 1997:  Jeux de la Francophonie - 50 s 02
- 1997: 4e en séries Championnats du Monde - 49 s 56
- 1998:  Championnats de Belgique - 50 s 11
- 1999:  Championnats de Belgique - 49 s 86
- 1999:  Europacup B à Lahti - 50 s 67
- 2000:  Championnats de Belgique - 50 s 72

### Vidéo
[vidéo] « 6576 Olympic Track and Field 1996 400m Hurdles Men », sur YouTube